# Эспиноса, Валдир
Атауа́лпа Валди́р Эспино́са Рами́рес (порт. Valdir Atahualpa Ramirez Espinosa), более известный как Валди́р Эспино́са (порт. Valdir Espinosa; 17 октября 1947 — 27 февраля 2020) — бразильский футболист и тренер. Обозреватель «Rádio Globo».

## Биография
Среди достижений Валдира Эспиносы — победа в Кубке Либертадорес и Межконтинентальном кубке с командой «Гремио» (1983 год), а также победа в Лиге Кариока в 1989 году с «Ботафого».
Он также работал помощником Ренато Гаушо в «Васко да Гама» в 2007 году. Остался в клубе после того, как главный тренер был уволен в мае 2007 года.
Приход в «Васко да Гама» ознаменовался хорошим стартом в чемпионате, серией из нескольких побед. Теперь в качестве главного тренера Эспиносе пришлось столкнуться с проблемой восстановления команды, был даже риск отставки, однако команда получила место в Южноамериканском кубке в следующем году. Он возглавлял команду в шести матчах, выиграл три, два сыграл вничью и один проиграл. Но этого оказалось достаточно, чтобы обеспечить место в розыгрыше Южноамериканского кубка (10-е место в чемпионате). После окончания чемпионата тренер решил не продлевать контракт, так как был обвинён в спекуляции, что могло запятнать ему репутацию перед следующим сезоном.
В 2009 году Эспиноса был помощником главного тренера Ренато Гаушо во «Флуминенсе». 12 февраля 2010 года Эспиноса объявил о своём уходе из спорта как тренер, но не отказался возвратиться в качестве нового наставника «Дуки-ди-Кашиас», но из-за плохой кампании в Серии В был уволен в июле того же года.
Эспиноса работал в качестве комментатора на каналах «SporTV» и «Premiere FC» в период между 2008 и 2009 годами. В 2010 году он был комментатором на «Rádio Manchete» и был кандидатом в депутаты штата Рио-де-Жанейро от Демократической рабочей партии. В 2012 году он вернулся на радио, работал в качестве комментатора на «Rádio Globo». 18 сентября 2016 года назначен техническим координатором «Гремио», где работал до 10 августа 2017 года. 12 декабря 2019 года был назначен менеджером «Ботафого».
17 февраля 2020 года Эспиноса перенёс операцию на брюшной полости. Выписавшись с больницы, снова был госпитализирован 20 февраля. Он умер 27 февраля 2020 года из-за осложнений после операции.

## Достижения
«Гремио»
- Кубок Либертадорес: 1983
- Межконтинентальный кубок: 1983
- Лига Гаушу: 1986

 «Серро Портеньо»
- Чемпионат Парагвая: 1987, 1992

 «Ботафого»
- Лига Кариока: 1989

 «Бразильенсе»
- Лига Бразильенсе: 2005